# Degla herrgård

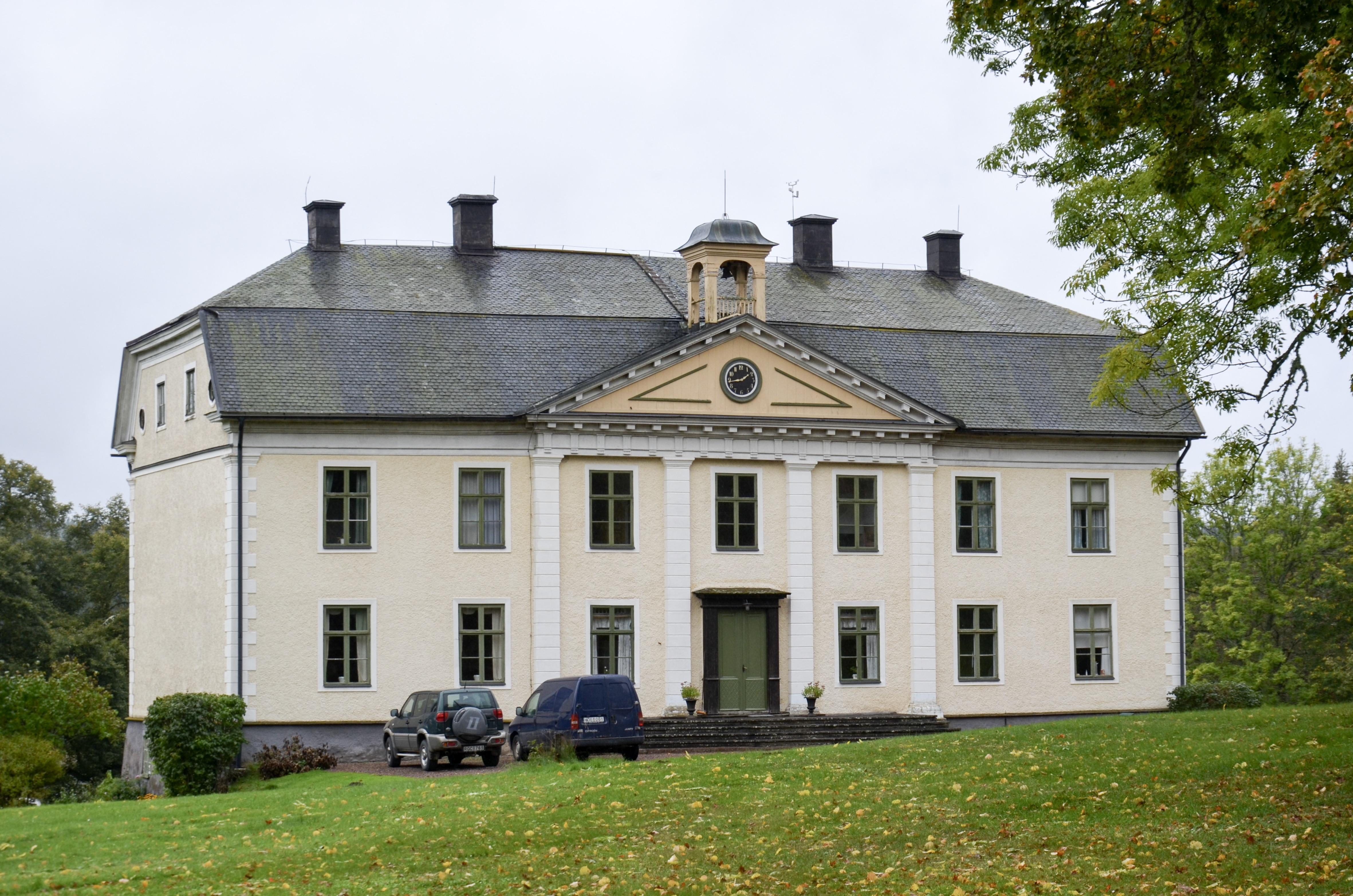
Degla gård

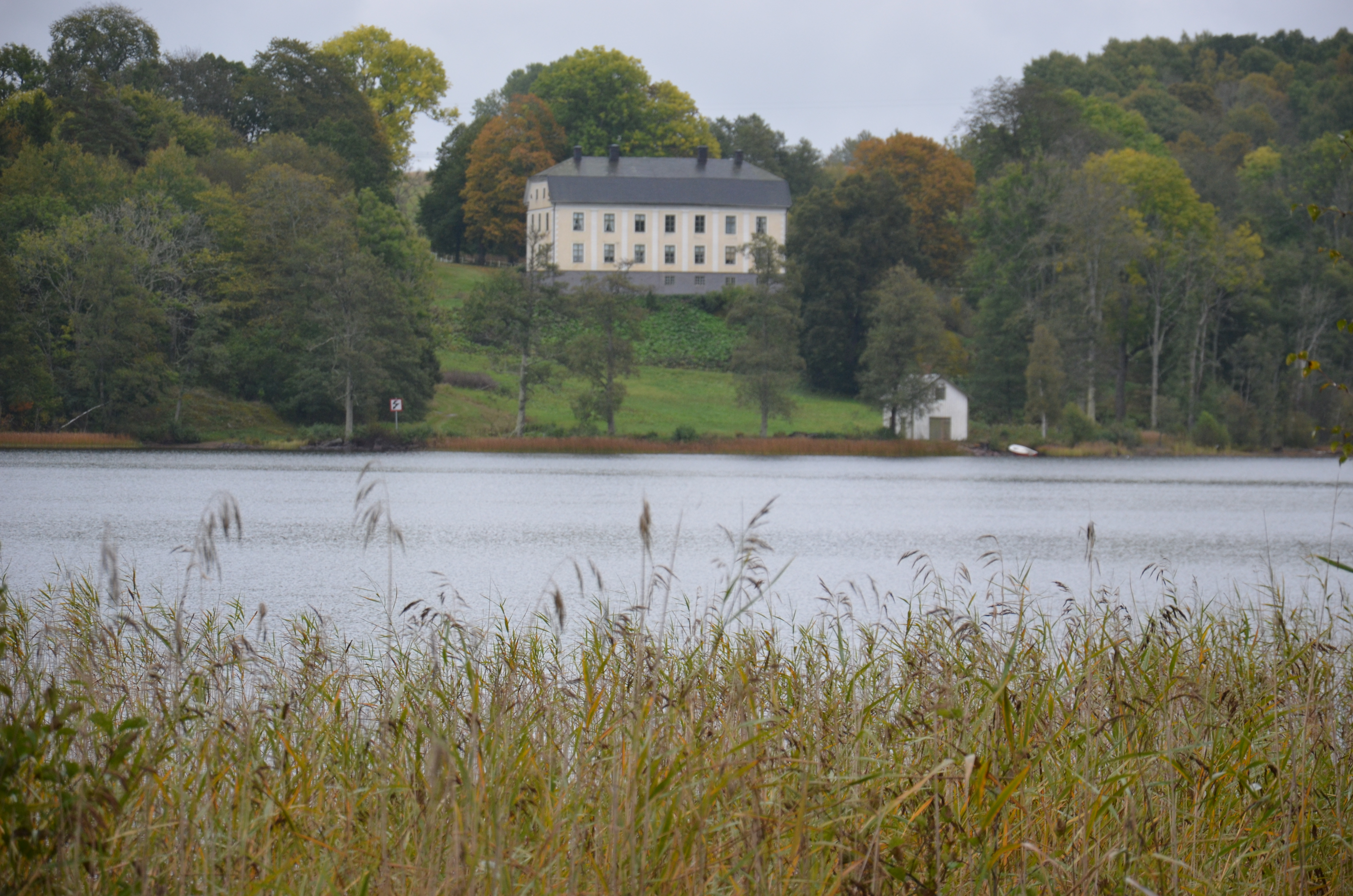
Degla gård från väster vid sjön Noen

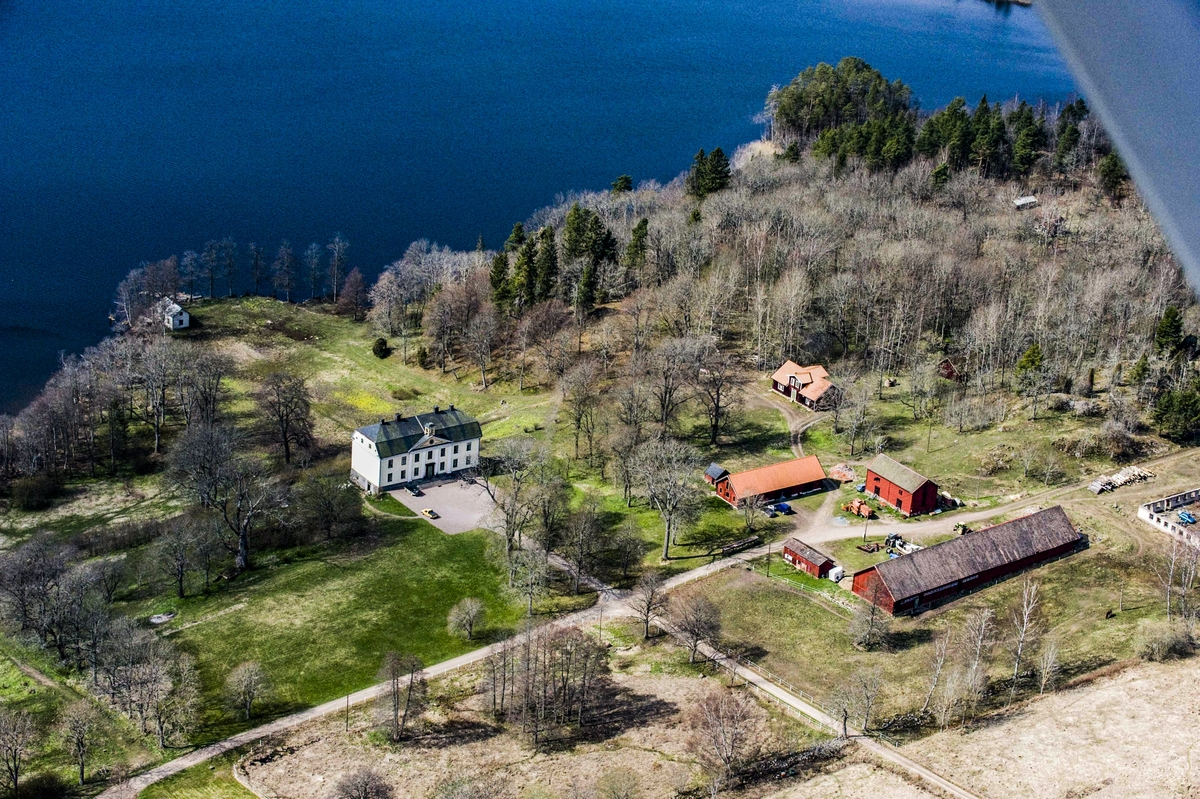
Flygbild, tagen från sydost

Degla herrgård, eller Degela herrgård, är en herrgård vid sjön Noen i Lommaryds socken i Aneby kommun.
Mangårdsbyggnaden av reveterat timmer i två våningar med brutet tak uppfördes 1804 för häradshövdingen i Norra Vedbo härad Martin Lorentz Munthe (1762–1819) på en befintlig grund efter en äldre byggnad. Den blev byggnadsminne 1976.

## Degla lövskog[1]
Huvudartikel: Degla lövskog
Den 80,6 hektar, varav 24 hektar vatten, stora Degla lövskog bildades som naturreservat 2018 på initiativ av markägaren. Reservatet består av gammal betesmark vuxit igen och blivit till en frodig lövskog med hassel, al, alm, ask och ek. I lövskogen finns bland annat en hassellund och en alsumpskog och gamla, grova ädellövträd av alm, ask och ek.